# Automolis sarcosoma
Automolis sarcosoma är en fjärilsart som beskrevs av George Francis Hampson 1901. Automolis sarcosoma ingår i släktet Automolis och familjen björnspinnare. Inga underarter finns listade i Catalogue of Life.